# 7 tháng 7
Ngày 7 tháng 7 là ngày thứ 188 (189 trong năm nhuận) trong lịch Gregory. Còn 177 ngày trong năm.

## Sự kiện
- 424 – Sau một cuộc chính biến, Lưu Tống Thiếu Đế bị phế truất và giáng làm thân vương.
- 1801 – Võ Tánh và Ngô Tùng Châu tử tiết tại thành Bình Định
- 1807 – Pháp, Phổ và Nga ký kết Hòa ước Tilsit, kết thúc Chiến tranh Liên minh thứ tư.
- 1898 – Tổng thống William McKinley ký vào văn kiện sáp nhập Hawaii thành một lãnh thổ của Hoa Kỳ.
- 1927 – Chính phủ Trung Quốc thiết lập Thành phố đặc biệt Thượng Hải, lần đầu tiên 'thành phố' là một đơn vị khu vực hành chính xác định tại Trung Quốc.
- 1937 – Quân đội Nhật Bản bắn pháo vào cầu Lư Câu, tiến công quân Trung Quốc tại Bắc Kinh, Chiến tranh Trung–Nhật bùng phát.
- 1953 – Ernesto "Che" Guevara bắt đầu cuộc hành trình qua các nước Bolivia, Peru, Ecuador, Panama, Costa Rica, Nicaragua, Honduras, và El Salvador.
- 1954 – Ngô Đình Diệm trở về Việt Nam chấp chánh chức vụ Thủ tướng Quốc gia Việt Nam.
- 1978 – Quần đảo Solomon trở thành một quốc gia độc lập từ Anh Quốc, song vẫn duy trì chế độ quân chủ với nguyên thủ quốc gia là Elizabeth II.
- 1997 – Nội chiến Iraq và người Kurd, chấm dứt với chiến dịch Búa
- 2007 – Tổ chức New7wonder công bố Bảy kỳ quan thế giới mới dựa trên kết quả bình chọn đại chúng.

## Sinh
- 1937 – Trang Sĩ Tấn, tướng lĩnh Cảnh sát Quốc gia của Việt Nam Cộng hòa
- 1940 – Ringo Starr, người Anh, thành viên ban nhạc The Beatles
- 1989 – 
  - Kim Bum, diễn viên người Hàn Quốc
  - Huỳnh Hiền Năng, nhạc sĩ người Việt Nam

## Mất
- 1801 – Võ Tánh, danh tướng nhà Nguyễn tử tiết tại thành Bình Định
- 1801 – Ngô Tùng Châu, danh thần nhà Nguyễn tử tiết tại thành Bình Định
- 1854 – Nguyễn Phúc An Nhàn, phong hiệu Xuân Vân Công chúa, công chúa con vua Minh Mạng (s. 1836)
- 1884 – Nguyễn Thông, danh sĩ, đại thần Việt Nam (s. 1827)
- 1963 – Nhất Linh Nguyễn Tường Tam, nhà văn, nhà chính trị Việt Nam nổi tiếng tự tử tại nhà riêng
- 2014 – Alfredo Di Stéfano qua đời

## Những ngày lễ và kỷ niệm
- Lễ hội Tanabata hằng năm của Nhật Bản, tình yêu của Ngưu Lang Chức Nữ gặp nhau trên sông Ngân Hà.